# Odrzykoń

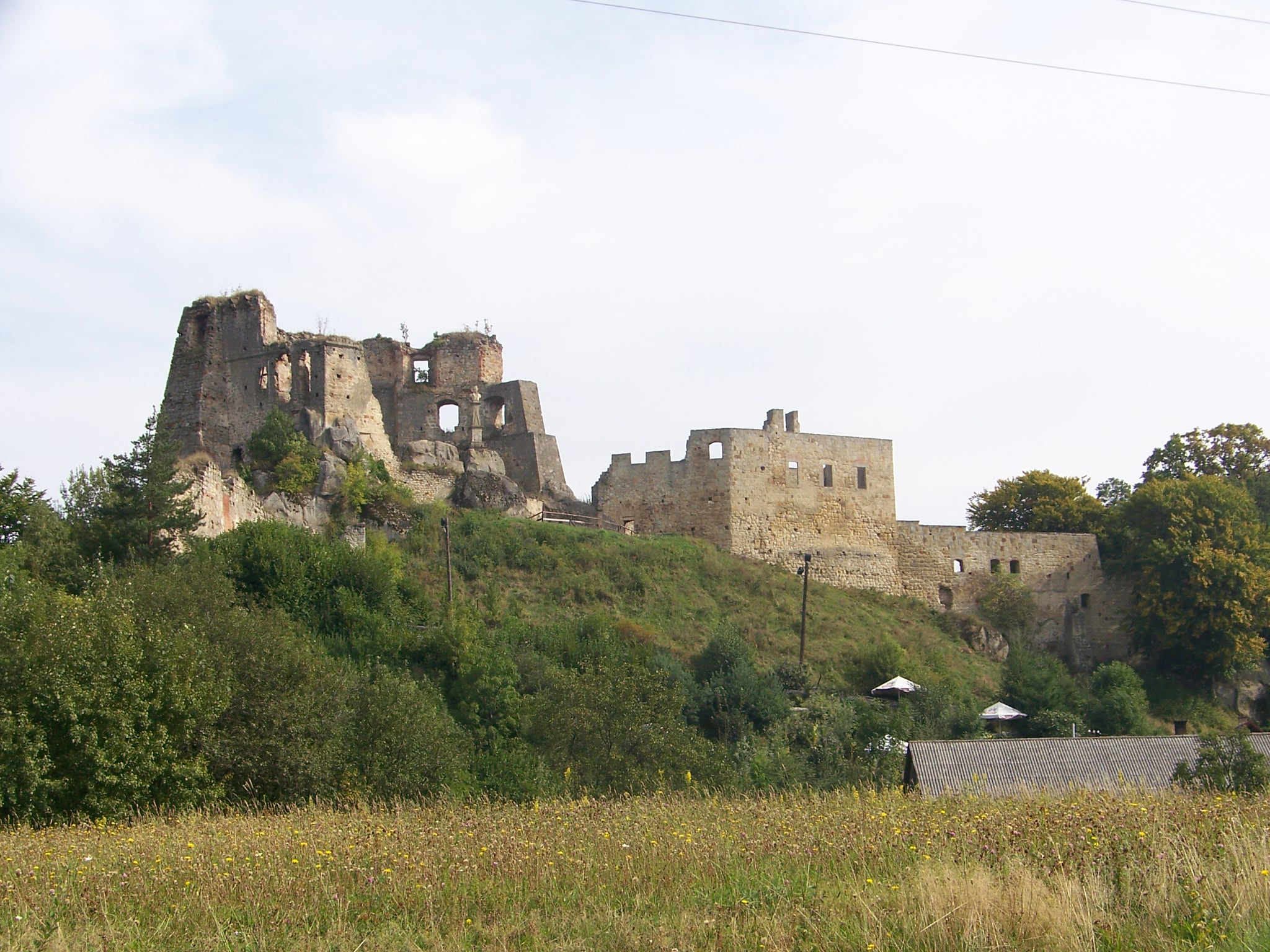
Burg Kamieniec

Odrzykoń ist eine Ortschaft mit einem Schulzenamt der Gemeinde Wojaszówka im Powiat Krośnieński der Woiwodschaft Karpatenvorland in Polen.

## Geographie
Der Ort liegt am Wisłok, zwischen Dynów-Gebirge im Norden und Sanoker Flachland im Süden. Die Nachbarorte sind die Stadt Krosno im Süden, Bratkówka und Ustrobna im Westen, Węglówka im Norden, sowie Korczyna im Osten.

## Geschichte
Nach Adam Fastnacht wurde die örtliche Burg kurz nach der Einnahme des westlichen Rands Rotrutheniens vom polnischen König Kasimir dem Großen etwa im Jahr 1340 errichtet, und zwar um den Weg entlang der Wisłok vom Süden und Osten nach Pilzno zu schützen, wurde aber erst im Jahr 1348 als Camyenyecz erwähnt. Danach folgte die Erwähnung des unterhalb gelegenen Dorfes Odrzykoń im Jahr 1392, laut einer Quelle im 19. Jahrhundert als Odrzicon. Später wurde das Dorf als Eremberch alias Odrzykon (im Jahr 1402, Abschrift aus den Jahren 1643 und 1646), Errenberg (1410), Odrzikon (1441), Odrzykon (1476) erwähnt. Außer dem Nebennamen deutscher Herkunft wurden einige deutsche Bewohner des Dorfs im Mittelalter erwähnt, weshalb der NS-Historiker Kurt Lück Odrzykoń als ein deutsches Dorf bezeichnete, aber der Forscher Adam Fastnacht sah dies als unzureichendes Indiz zu einer solchen Beurteilung, während nach dem Forscher Wojciech Blajer das Dorf einen „geringen, schwierig bestimmbaren oder nur vermutlichen Anteil deutscher Bevölkerung“ hatte.
Das Dorf gehörte zunächst der Adelsfamilien Moskarzewski, Kamieniecki und Boner mit Sitz in der Burg Kamieniec, politisch zur Adelsrepublik Polen-Litauen, Woiwodschaft Ruthenien, Sanoker Land. Unter der Adelsfamilie Boner in der zweiten Hälfte des 16. Jahrhunderts wurde die örtliche römisch-katholische Kirche zum protestantischen Bethaus und die Burg Kamieniec wurde von Fausto Sozzini besucht.
Bei der Ersten Teilung Polens kam Odrzykoń 1772 zum neuen Königreich Galizien und Lodomerien des habsburgischen Kaiserreichs (ab 1804). Ab dem Jahr 1855 gehörte Odrzykoń zum Bezirk Krosno.
Im Jahr 1828 befand sich die Hälfte der Burgruinen Kamieniec im Besitz von Aleksander Fredro. Der Dramatiker fand dort Dokumente eines Gerichtsverfahrens, was eine Inspiration für seine berühmteste Komödie, die Zemsta (dt.: Die Rache), war.
Nach dem Ende des Ersten Weltkriegs und dem Zusammenbruch der Habsburgermonarchie kam Odrzykoń 1918 zu Polen. Unterbrochen wurde dies nur durch die deutsche Besetzung Polens im Zweiten Weltkrieg. Von 1975 bis 1998 gehörte Odrzykoń zur Woiwodschaft Krosno.